# Nectriopsis candicans
Nectriopsis candicans är en svampart som först beskrevs av Charles Bagge Plowright, och fick sitt nu gällande namn av René Charles Maire 1911. Nectriopsis candicans ingår i släktet Nectriopsis och familjen Bionectriaceae.  Arten är reproducerande i Sverige. Inga underarter finns listade i Catalogue of Life.